# Воєвода Борис Іванович
Воєвода Борис Іванович (3 квітня 1938, Анапа, Краснодарський край — 27 січня 2008, Донецьк) — український геолог і геофізик, доктор геолого-мінералогічних наук, професор кафедри Корисні копалини і екологічна геологія гірничо-геологічного факультету ДонНТУ; значний науковець і практик в галузі петрофізики вугленосних родовищ і геоекології.

## Біографія
Борис Іванович Воєвода народився 1938 року в Анапі. Після закінчення 7 класів
школи вступив до Єреванського гірничо-металургійного технікуму. Після завершення навчання від 1957 до 1960 року працював техніком-геологом у геологорозвідувальній партії (місто Лутугине, Луганська область), пізніше — на шахтах Никанор, Селезневська-Східна також в Луганській області. Паралельно навчався на вечірньому відділенні Комунарського гірничо-металургійного інституту (нині Донбаський державний технічний університет).
В період 1960—1965 років навчався на денному відділенні Ленінградського гірничого інституту (нині Санкт-Петербурзький державний гірничий інститут). Здобув кваліфікацію гірничого інженера-геофізика. Продовжив працювати інженером-оператором, згодом виконробом геофізичних робіт, старшим геофізиком дільниці Донецького управління шахтної геології.
1971 року Борис Іванович Воєвода очолив Донбаську дослідно-методичну партію в системі Міністерства геології СРСР. на основі накопиченого досвіду 1979 року захистив кандидатську дисертацію, а 1991 року — докторську дисертацію на тему «Петрофізичні і літологічні закономірності перетворення вугленосних відкладень Донецького басейну».
Від 1995 року працював професором кафедри Розвідка родовищ корисних копалин Донецького державного технічного університету (нині кафедра «Корисні копалини і екологічна геологія» гірничо-геологічного факультету ДонНТУ), читав курси «Введення у спеціальність», «Петрофізика» та інші. Крім того за сумісництвом він працював старшим науковим співробітником в Українському науковому центрі технічної екології та викладав у Донецькому інституті соціальної освіти. 2004 року визнаний одним з найкращих лекторів Донецького національного технічного університету.
Борис Іванович Воєвода помер 27 січня 2008 року.

## Наукова діяльність
Основні напрямки наукової діяльності:
- вугільна петрофізика (закономірності фізичних властивостей вугленосних відкладень);
- вугільна геофізика (нові геолого-геофізичні методики вивчення вугільних родовищ);
- геофізичні методи дослідження гідрогеоекологічних процесів;
- геодинамічні особливості гірничих масивів і їхні екологічні прояви.

Автор понад 100 наукових робіт, 1 монографії. Керував аспірантурою, підготував ряд кандидатів наук.